# 哇尔依乡
哇尔依乡，是中华人民共和国青海省果洛藏族自治州久治县下辖的一个乡镇级行政单位。

## 行政区划
哇尔依乡下辖以下地区：
满格牧委会、赛池牧委会、达尕牧委会和扎依牧委会。